# Municipio de Cora
El municipio de Cora (en inglés: Cora Township) es un municipio ubicado en el condado de Smith en el estado estadounidense de Kansas. En el año 2010 tenía una población de 26 habitantes y una densidad poblacional de 0,28 personas por km².

## Geografía
El municipio de Cora se encuentra ubicado en las coordenadas 39°52′45″N 98°40′6″O / 39.87917, -98.66833. Según la Oficina del Censo de los Estados Unidos, el municipio tiene una superficie total de 93.13 km², de la cual 92,93 km² corresponden a tierra firme y (0,21 %) 0,2 km² es agua.

## Demografía
Según el censo de 2010, había 26 personas residiendo en el municipio de Cora. La densidad de población era de 0,28 hab./km². De los 26 habitantes, el municipio de Cora estaba compuesto por el 100 % blancos. Del total de la población el 0 % eran hispanos o latinos de cualquier raza.